# Pectis papposa
Espèce
Pectis papposa est une espèce de plantes à fleurs de la famille des Asteraceae (Composées).

## Description morphologique

### Appareil végétatif
Cette plante basse aux fines branches ramifiées mesure de 5 à 20 cm de hauteur. Les feuilles, linéaires, mesurent moins de 4 cm de long pour moins de 3 mm de large et sont constellées de glandes. Ces dernières émettent une odeur un peu citronnée qui n'est sensible à l'odorat humain que lorsque les plants sont nombreux et par un chaud après-midi d'été.

### Appareil reproducteur
La floraison a lieu entre juillet et octobre.
L'inflorescence est une grappe peu fournie de petits capitules jaunes située à l'extrémité des tiges. Chaque capitule mesure 1,3 cm de diamètre. Il est composé de 7 à 9 fleurons ligulés entourant un petit disque central constitué de fleurons tubulaires. Le capitule est précédé de petites bractées étroites (moins de 6 mm de long) alignées et non chevauchantes, portant de 3 à 7 glandes visibles à l'œil nu.
Le fruit est un akène étroit, surmonté de quelques écailles disposées en couronne, une ou deux de ces écailles pouvant être plus larges que les autres.

## Répartition et habitat

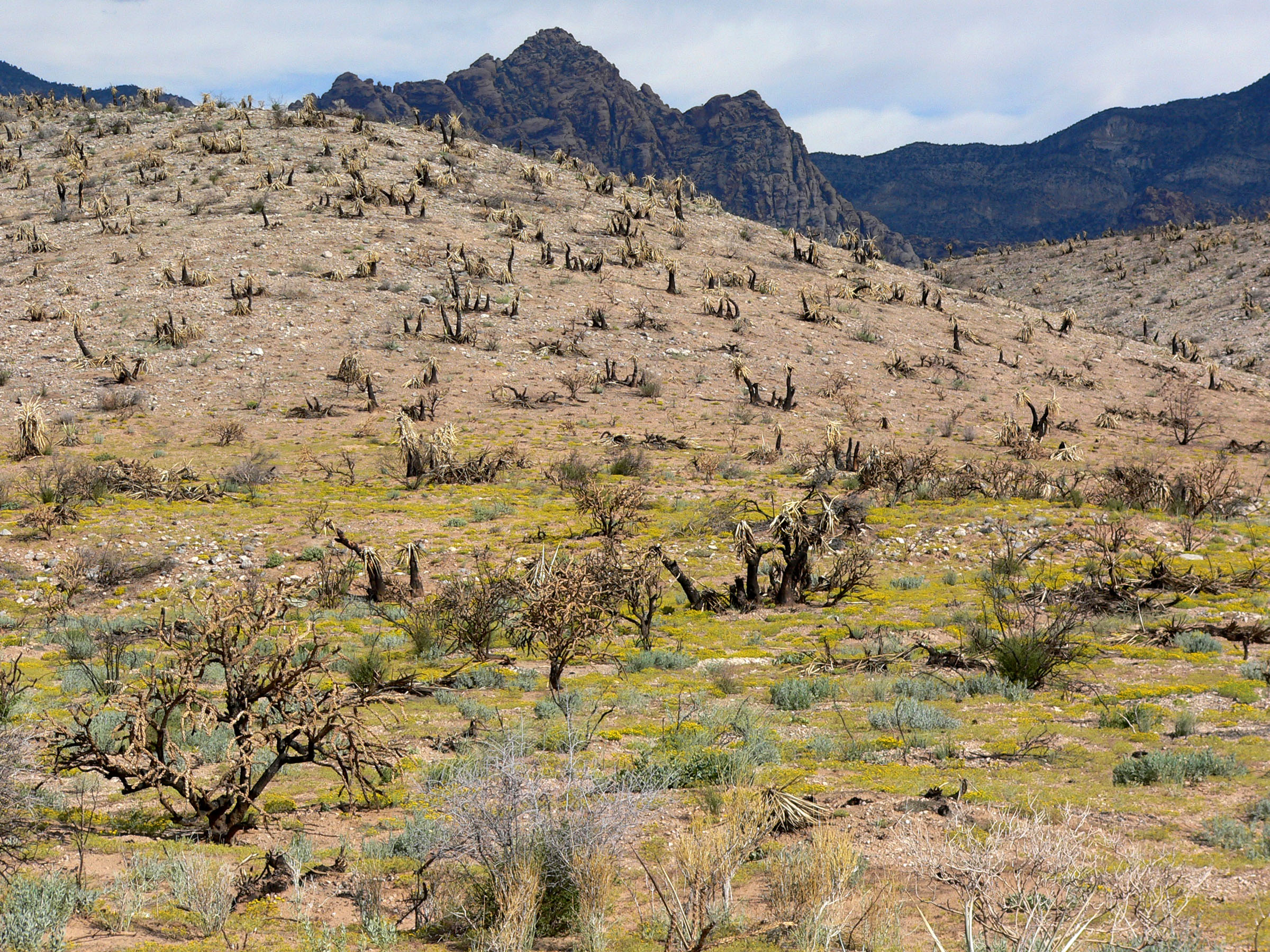
Pectis papposa (ici en jaune vert) tend à repeupler les zones incendiées.

Pectis papposa vit dans le sud-ouest des États-Unis et au Mexique. Sa limite nord s'étend de la Californie au Texas.
Cette plante pousse dans les espaces dégagés des plaines arides et des déserts, surtout sur sol sablonneux. Elle est assez commune sur le bord des routes.